# NGC 306
NGC 306 è un ammasso aperto situato nella costellazione del Tucano nella Piccola Nube di Magellano a una distanza di circa 200 000 anni luce dal Sistema solare.
Fu scoperto il 4 ottobre 1836 da John Herschel.